# Ilustracija
Ilustracija  je predstavitvena slikovna forma, narejena v risbi, sliki, fotografiji ali kateri drugi umetniški tehniki, z namenom, da prikaže in razloži čutne informacije (na primer slikovna razlaga zgodbe, članka v časopisu, pesmi, ...) skozi grafično reprezentacijo.

## Zgodovina

### Zgodnje oblike
Prvi zametki ilustracij segajo v prazgodovino: jamsko slikarstvo. Pred iznajdbo tiska so bile vse knjižne ilustracije narejene ročno. Ilustracija kot grafika je bila na Kitajskem in Japonskem poznana vse od 8. stoletja, v obliki lesoreza, ki je spremljal določeno besedilo.

### Od 15. do 18. stoletja
V 15. stoletju je postal lesorez stalnica za knjižno ilustracijo. V 16. in 17. stoletju sta postala vodilna grafična postopka za knjižno ilustracijo gravura in jedkanje (jedkanice). Konec 18. stoletja je litografija omogočila še boljše reprodukcije ilustracij. V tem obdobju je bil najvidnejši ilustrator Anglež William Blake, ki je svoje ilustracije izdeloval pretežno v mediju globokega tiska - jedkanice.

### Od začetka do sredine 19. stoletja
Pomembnejši ustvarjalci zgodnjega 19. stoletja so bili John Leech, George Cruikshank, ilustrator Dickensovih del Hablot Knight Browne in Honoré Daumier v Franciji. Ilustratorji so želeli delati predvsem za satirične liste, vendar je bilo splošno zanimanje usmerjeno bolj za ilustracije - risbe značajev, ki so zajemale ali karikirale socialne tipe in razrede; lep primer take ilustracije je nekoliko starejša ilustracija Willama Hogartha iz leta 1751: Beer Street and Gin Lane - Ulica piva in stezica Gina, ena bogata, druga revna - glede na vrsto alkoholne pijače, ki jo pijejo tamkaj živeči ljudje.
Angleški humoristični list Punch, ustanovljen 1841 kot nadaljevanje predhodnega uspešnega Cruikshankovega Komičnega Almanaha (1827-1840), je ustvaril in neprekinjeno vzpodbujal visoko kvalitetno komično ilustracijo številnih ilustratorjev, med njimi Sir John Tenniela, bratov Dalziel in Georgea du Maurier, vse tja v 20. stoletje. To je vodilo v postopen premik v popularni ilustraciji od opiranja na karikaturo do ilustracije sofisticiranih aktualnih stališč. Vsi ti umetniki so bili praviloma izšolani iz lepih umetnosti, torej slikarstva, svoj ugled pa so doživeli predvsem kot ilustratorji. Punch in podobne revije kot npr. Pariški Le Voleur so dognale, da dobra ilustracija prinese več prodanih izvodov kakor napisana vsebina.

## Združenja in organizacije
- Slovenski ilustratorji
- Portal ilustracijske novice
- Društvo ilustratorjev
- Društvo pisateljev in ilustratorjev otroške literature
- Društvo ilustratorjev v San Franciscu
- Društvo ilustratorjev v Los Angelesu
- Ilustratorska zbornica Amerike
- AIIQ - l’Association des Illustrateurs et Illustratrices du Québec Arhivirano 2012-01-12 na Wayback Machine.
- Zveza ilustratorjev v Koloradu